# Kruiskensmolen
De Kruiskensmolen (ook: Kruuskesmolen of Molen Nooit Gedacht) is een molenrestant, gelegen aan Heirstraat 302 te Mechelen-aan-de-Maas (Maasmechelen). Ze fungeerde als korenmolen.
De ronde stenen molen van het type bergmolen werd opgericht in 1884 door Leon de Gelissen. Ze heette oorspronkelijk Nooit Gedacht maar dit werd in de volksmond al spoedig Kruiskensmolen, gezien de nabijheid van een vredeskruis.
In 1926 werd het wiekenkruis verwijderd en restte er nog een molenromp. Ook de bijbehorende boerderij werd gesloopt.
- Inventaris van het Bouwkundig Erfgoed (Vlaanderen): 1102